# Panglin Plaza

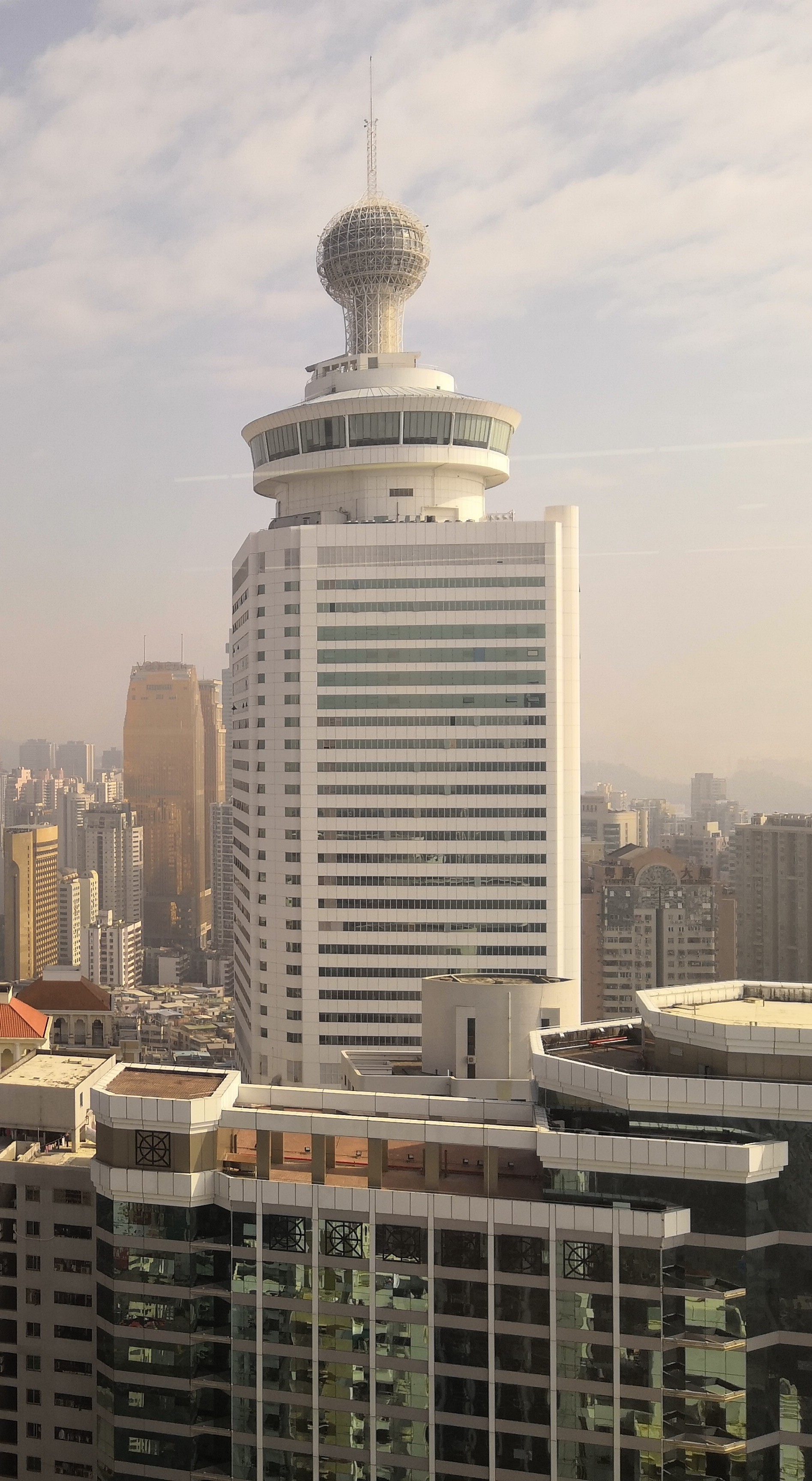
Panglin Plaza, Luohu District, Shenzhen.

Panglin Plaza é um dos arranha-céus mais altos do mundo, com 239,8 metros (787 ft). Edificado na cidade de Shenzhen, China, foi concluído em 1999 com 54 andares.